# بواز كوفمان
بواز كوفمان هو لاعب كرة قدم إسرائيلي، ولد في 29 مارس 1935 في بتاح تكفا في إسرائيل. شارك مع منتخب إسرائيل لكرة القدم. أما مع النوادي، فقد لعب مع هبوعيل بتاح تكفا ‏.